# ペスト医師

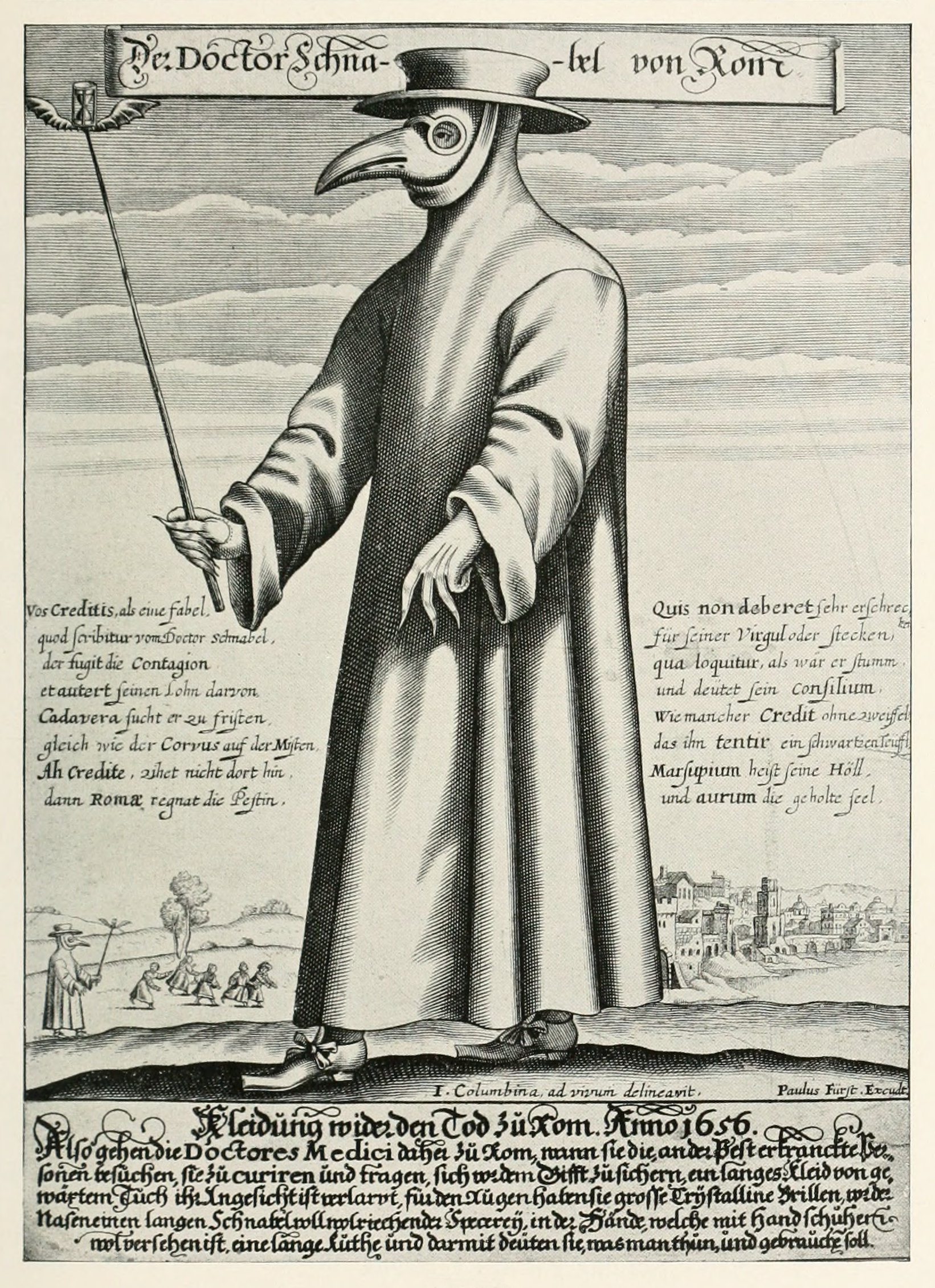
医師シュナーベル・フォン・ローム（ドイツ語で「ローマの嘴の医者」）を描いたパウル・フュルストの版画（1656年）。混合体で書かれた8音節2行連句の風刺詩（‘Vos Creditis, als eine Fabel, / quod scribitur vom Doctor Schnabel）が添えられている

ペスト医師（ペストいし、英語: plague doctor）あるいはイタリア語でメディコ・デッラ・ペステ（イタリア語: medico della peste）とは、ペスト患者を専門的に治療した医師のことで、黒死病が蔓延した時代に多くのペスト患者を抱えた都市から特別に雇用された者たちである。報酬も都市側から支払われたため、ペスト医師は貧富の隔てなく誰であろうと公平に治療を施した。本来であれば専門教育を受けた経験豊富な医師の仕事であるが、彼らの多くは往々にしてよそでは商売の成り立たない二流の医者か、自分の身を立てようとする若い医者であった。
ペスト医師は契約に基づきペスト患者の治療を行う、町医者あるいは「地域ペスト医」（community plague doctors）という名で知られていた。一方で「一般開業医」としての医師も別にいて、両者がヨーロッパの一つの都市や街に同時に存在するということがありえた。フランスとオランダでは医学知識の乏しい者がペスト医師となることもしばしばで「実験主義者」とあだ名されるほどだった。医師として雇われる以前には果物売りをしていた者さえいたという。
17世紀および18世紀には、瘴気論により感染源とみなされていた悪性の空気から身を守るため、大量の香辛料を詰めた嘴状のマスクを被るペスト医師が現れている。概してペスト医者になることは喜ばしいことではなく、非常に辛く危険な仕事であり、ペストが大流行した時代に彼らが生き残る可能性はほんの僅かなものであった。そして彼らの仕事には本当にペストの流行を食い止める効果があったのかも定かではない。

## 歴史
黒死病が猛威を振るう中、クレメンス6世は捕囚中のアヴィニョンで、病人たちを世話させるために何人ものペスト医師を特別に雇った。ヴェネツィアには18人のペスト医者がいたが、1348年まで残ったものはたった1人しかいなかった。5人がペストで死に、12人は行方不明となったが、おそらくは逃げ出したのである。
腺ペストの蔓延した最初の記録は500年代半ばにまで遡る「ユスティニアヌスのペスト」である。最大の流行であれば14世紀ヨーロッパの黒死病が挙げられるが、いずれにしても腺ペストの影響で人口の激減した中世の都市は経済的にも大打撃を受けた。そのような中で地域ペスト医はきわめて得がたい存在であり、彼らには特権的地位が与えられていた。たとえば自由に剖検を行うことが出来たが、これは中世ヨーロッパにおいては原則として禁止されており、彼らにもペストの治療法を研究するためにだけ認められているものであった。またオルヴィエートの街が1348年に雇ったマッテオ・フ・アンジェロは普通の医者が年に50フローリンという時代にその4倍の報酬を得ていた。
ペスト医師は大変貴重な存在であったため、1650年にバルセロナが2人の医者をトゥルトーザに派遣したときは、無法者が彼らを途中で誘拐し、身代金を要求するという事件が起こった。バルセロナ市は人質の解放のため、それを支払ったという。

## 装束

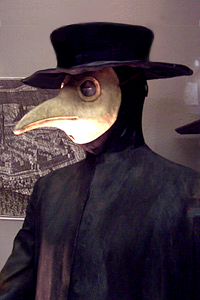
17世紀のドイツでの装束

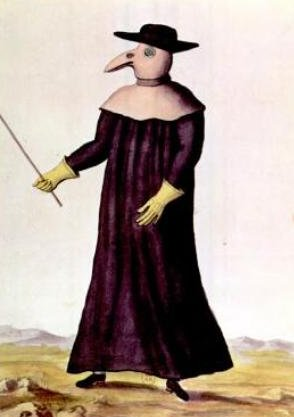
1720年に描かれたペスト医者（作者不詳）

図像資料からはペスト医者たちが様々な装束を身にまとっていたことが分かるが、中にはひと目で分かる独特の格好をする者もいた。できるだけ肌を露出させないよう全身を覆う、表面に蝋を引いた重布か革製のガウン、つば広帽子、円錐状の筒に強い香りのするハーブや香料、藁などをつめた鳥の嘴の状のマスク（ペストマスク）、木の杖のひと揃いがその典型であった 。これは1619年にシャルル・ド・ロルムが考案した一種の保護衣で、初めパリで用いられていたが、その後ヨーロッパ全土に広がった 。
マスクの嘴に詰めた香りの良いものとは、例えばアンバーグリス、ミントバーム、ショウノウ、クローブ、 アヘンチンキ、没薬、バラの花びら、エゴノキなどである。これらが瘴気を発する「悪性の空気」から身を守ってくれると考えられていた。藁もその「悪性の空気」からのフィルター代わりとなる。マスクは目の部分に赤いアイピースをはめこむこともあったが、これは悪霊を払うためであった。アイピースのような目の覆いは、感染力が強いペストは当時「患者の視線」も感染原因と考えられており、患者と目を合わせるのを防ぐためでもあった。木の杖（ワンド）は患者に触れることなく診察するための道具であり 、古来こうした杖は治療者のシンボルであったが、ペスト医者も職業がすぐ分かるように携帯することが求められていた。

## 公僕
14世紀のヨーロッパにおける黒死病の時代から伝染病の流行期には、彼らペスト医師たちはなにより公僕であった。ペスト患者を世話することを除けば、彼らの第一の仕事はペストによる死者の数を公文書に載せることにあった。
ヨーロッパのフィレンツェやペルージャのような都市では、ペスト医師は死因や伝染病がどう影響するのかを特定しやすくするために剖検を行なうことも求められた。また、ペストの流行した時代には遺言者ともなり、膨大な数の遺言書作成に携わった。さらに、死を前にした身の振り方について患者に助言をすることもあった。こうした助言は相手がどのような患者であるかによって異なり、中世を過ぎると、次第に複雑さを増す倫理上の決まりごとを形成して、医者と患者との関係性を規定するようになった。

## 治療法
ペスト医師は主に瀉血を中心に、腫れたリンパ節に蛭をあてがうなどの「体液の均衡を取り戻す」治療法を標準的な手順としてこなした。患者の病気がうつる可能性もあり、仕事の性質上、彼らは普段から一般社会とは関わらずにいたが、場合によっては隔離の対象となることもあった。

## 著名なペスト医師
ペストの治療や予防対策に携わった有名なペスト医師としてノストラダムスが挙げられる。彼は1546年にエクス＝アン＝プロヴァンスでペストが大流行した際に市当局に雇われた時の様子を、『化粧品とジャム論』第一部第8章で叙述している。彼はそのペスト流行の酷さを説明し、瀉血も強壮剤も賛美歌も効き目がなかったと述べる一方で、バラ、ショウブなどを混ぜた自身の丸薬は効果があったと述べていた。これは前述のとおり、香りの良いものを使う伝統的な治療法の延長線上にあるものといえる。本人が直接述べているわけではないが、おそらく市当局と協力して、患者の隔離などの公衆衛生対策も行なっていたのだろうと考えられている。
イタリアのパヴィーアでは1479年にジョバンニ・ド・ヴェントゥーラという人物を地域ペスト医として雇っている。アイルランドの医者であるネラヌス・グラサヌス(1563年? - 1653年）は何人ものペスト患者を治療した勇気を讃えられスペイン、フランス、イタリアで大変な尊敬を受けていた。錬金術師として有名なパラケルススもまた中世のペスト医師の1人である。